# Észtország emlőseinek listája
Észtország emlőseinek listája az országban élő emlősöket sorolja fel. Az észt emlős fauna valamivel kevésbé változatos, mint a kontinens délebbi részein lévő faunák, mivel a legutóbbi jégkorszak óta viszonylag kevés idejük volt az állatoknak arra, hogy újra birtokba vegyék a térséget.
Észtországban nem élnek endemikus emlősök.

## Rovarevők
- Európai sün, Erinaceus europaeus
- Keleti sün, Erinaceus roumanicus
- Közönséges vakond, Talpa europaea
- Erdei cickány, Sorex araneus
- Középcickány, Sorex caecutiens
- Törpecickány, Sorex minutus
- Apró cickány, Sorex minutissimus
- Közönséges vízicickány, Neomys fodiens

## Denevérek
- Tavi denevér, Myotis dasycneme
- Vízi denevér, Myotis daubentonii
- Brandt-denevér, Myotis brandtii
- Bajuszos denevér, Myotis mystacinus
- Horgasszőrű denevér, Myotis nattereri
- Barna hosszúfülű-denevér, Plecotus auritus
- Durvavitorlájú törpedenevér, Pipistrellus nathusii
- Közönséges törpedenevér, Pipistrellus pipistrellus
- Szoprán törpedenevér, Pipistrellus pygmaeus
- Északi késeidenevér, Eptesicus nilssoni
- Fehértorkú denevér, Vespertilio murinus
- Rőt koraidenevér, Nyctalus noctula

## Nyúlalakúak
- Mezei nyúl, Lepus europaeus
- Havasi nyúl, Lepus timidus

## Rágcsálók
- Európai mókus, Sciurus vulgaris
- Orosz sutaszárnyúmókus, Pteromys volans
- Szibériai csíkosmókus, Tamias sibiricus (behurcolt)
- Eurázsiai hód, Castor fiber
- Kerti pele, Eliomys quercinus
- Mogyorós pele, Muscardinus avellanarius
- Északi szöcskeegér, Sicista betulina
- Vándorpatkány, Rattus norvegicus
- Házi patkány, Rattus rattus
- Erdei egér, Apodemus sylvaticus
- Sárganyakú erdeiegér, Apodemus flavicollis
- Pirókegér, Apodemus agrarius
- Kislábú erdeiegér, Apodemus uralensis
- Törpeegér, Micromys minutus
- Házi egér, Mus musculus
- Pézsmapocok, Ondatra zibethicus (behurcolt)
- Közönséges kószapocok, Arvicola terrestris
- Vöröshátú erdeipocok, Myodes glareolus (=Clethrionomys glareolus)
- Északi pocok, Microtus oeconomus
- Csalitjáró pocok, Microtus agrestis
- Kelet-európai pocok, Microtus levis
- Mezei pocok, Microtus arvalis
- Közönséges földipocok, Microtus subterraneus
- Nutria, Myocastor coypus (behurcolt)

## Ragadozók
- Szürke farkas, Canis lupus
- Vörös róka, Vulpes vulpes
- Nyestkutya, Nyctereutes procyonoides (behurcolt)
- Hermelin, Mustela erminea
- Menyét, Mustela nivalis
- Európai nyérc, Mustela lutreola
- Közönséges görény, Mustela putorius
- Amerikai nyérc, Mustela vison (behurcolt)
- Európai vidra, Lutra lutra
- Borz, Meles meles
- Rozsomák, Gulo gulo
- Nyuszt, Martes martes
- Nyest, Martes foina
- Eurázsiai hiúz, Lynx lynx

## Mindenevő
- Barna medve, Ursus arctos

## Úszólábúak
- Gyűrűsfóka, Phoca hispida
- Kúpos fóka, Halichoerus grypus

## Cetek
- Barna delfin, Phocoena phocoena

## Párosujjú patások
- Vaddisznó, Sus scrofa
- Gímszarvas, Cervus elaphus
- Szikaszarvas, Cervus nippon (betelepített)
- Európai őz, Capreolus capreolus
- Jávorszarvas, Alces alces